# تپه دیزج (گندزی)
تپه دیزج (گندزی) در شهرستان شاهرود، بخش مرکزی، روستای دیزج واقع شده و این اثر در تاریخ ۱۰ دی ۱۳۸۱ با شمارهٔ ثبت ۶۹۴۳ به‌عنوان یکی از آثار ملی ایران به ثبت رسیده است.